# هانس ك. تسيغلر
هانس ك. تسيغلر (بالإنجليزية: Hans K. Ziegler)‏ (بالألمانية: Hans Ziegler)‏ هو مهندس فضاء جوي وفيزيائي ومخترِع ومهندس أمريكي وألماني، ولد في 1 مارس 1911 في ميونخ في ألمانيا، وتوفي في 11 ديسمبر 1999.